# Romanovskij rajon (Oblast' di Saratov)
Il Romanovskij rajon (in russo Романовский район?) è un rajon dell'Oblast' di Saratov, nella Russia europea; il capoluogo è Romanovka. Ricopre una superficie di 1.300 chilometri quadrati.